# Rak dojke i trudnoća
Rak dojke i trudnoća jedno je od čestih pitanja koje postavljaju žene u reproduktivnom periodu obolele od ove bolesti. Prema dosadašnjim saznanjima  ne postoji kontraindikacija za trudnoću nakon izlečenog raka dojke, apostoji i mogućnost lečenja raka dojke koji se razvio tokom trudnoće, jer prekid trudnoće ne poboljšava prognozu raka. Iako se smatra da ne postoji kontraindikacija za trudnoću nakon izlečene bolesti, postoji nekoliko važnih stvari koje treba uzeti u obzir, posebno u slučaju ER pozitivnog raka dojke, odnosno nakon dugog trajanja endokrine terapije. 
Endokrinu terapiju neophodno je prekinuti pre pokušaja da se ostane u drugom stanju, i sa njom treba nastaviti nakon porođaja i dojenja.

## Opšta razmatranja
Rak dojke je najučestaliji malignitet u žena. Prognoza i lečenje zavise od mnogih faktora, a jedan od najvažnijih je biološki podtip tumora. Najučestaliji podtip raka dojke je onaj koji sadrži u višku receptore za hormone (estrogen i porgesteron), HR-pozitivni podtip, koji se leči hormonskom terapijom (blokira dejstvo estrogena). Od svih žena kod kojih se dijagnostikuje rak dojke, manje od 10% je mlađe od 40 godina. Neke od ovih žena još nisu završile svoje planove o ostvarivanju materinstva. Danas postoje veoma pouzdani podaci da trudnoća ne povećava rizik od povratka bolesti kod žena koje su operisane zbog raka dojke, čak i ako se radilo o HR-pozitivnim tumorima. Međutim, primena hormonske terapije koja smanjuje rizik od povratka raka dojke traje 5 i 10 godina od operacije, što smanjuje šanse ovih mladih žena za rađanjem

## Rak dojke u trudnoći

### Dijagnoza
Iako je zbog fizioloških promena u trudnoći palpacija kao vrsta pregleda dojke nepouzdan, mora biti sastavni deo antenatalne zaštite. 
Ako je u dojci pronađena sumnjiva tvorevina, UZV i mamografija se mogu koristiti tokom trudnoće. Uz modernu opremu količina zračenja prilikom mamografije obeju dojki (uz zaštitu abdomena) iznosi 50 milirada. 
Kako povećana gustoća dojki u trudnoći i laktaciji ponekad mogu stvoriti poteškoće prilikom očitavanja nalaza mamografije, dijagnoza se tada može postaviti i/ili potvrditi biopsijom sumnjive promene. Ekscizijska biopsija je najbolji način za određivanje prirode suspektne mase u dojci. 

### Diferencijalna dijagnoza
Diferencijalno dijagnostički treba uzeti u obzir Hodgkinovu bolest, Burkittov limfom, akutnu mijelogenu leukemiju i sarkome. 

### Lečenje raka dojke koji se javio u trudnoći
Lečenje raka dojke koji se javlja tokom trudnoće je vrlo teška situacija sa kojom bi se trebao pozabaviti iskusan tim. U velikoj većini slučajeva  ne postoji potreba za prekidom trudnoće (nema potrebe za abortusom), jer prekid trudnoće ne poboljšava prognozu majke. 
Međutim, ovo je delikatna odluka koju mora doneti žena i njen partner, nakon što su se dobro informisali o svim dostupnim opcijama. 
Vrste terapije
Tokom trudnoće moguće je primeniti nekoliko vrsta lečenja, u zavisnosti od tromesečja.
- Operacija koja je obično sigurna u bilo kojem tromesečju.
- Hemoterapija — je sigurna tokom drugog i trećeg tromesečja; hemoterapija zasnovana na antraciklinima je obično prvi izbor u lečenja u trudnoći, mada se može i taksani.
- Endokrina i anti-HER2 terapija — može se dati tek nakon rođenja bebe.
- Radioterapija se obično odlaže do rođenja bebe.

## Spoljašnje veze
|  | Molimo Vas, obratite pažnju na važno upozorenje u vezi sa temama iz oblasti medicine (zdravlja). |